# Tekken 5
Tekken 5 (鉄拳5) es un videojuego de lucha desarrollado y publicado por la empresa Namco en el año 2004 para las salas recreativas y en el 2005 para la PlayStation 2. Es la quinta entrega canónica, y la sexta entrega principal, en la serie de videojuegos de Tekken, marcando el décimo aniversario de la serie. El juego se actualizó a Tekken 5.1, que básicamente tenía cambios de equilibrio en la jugabilidad, y más tarde una actualización llamada Tekken 5: Dark Resurrection que se lanzó para salas recreativas en el 2005 y más tarde se transfirió a la PlayStation Portable como Tekken: Dark Resurrecction y PlayStation 3.
El juego elimina varios cambios importantes en el juego introducidos en Tekken 4, como el terreno desigual de la etapa, a favor de un juego más rápido similar a los juegos más antiguos de la serie. También es el primer juego de la serie que cuenta con la capacidad de personalizar personajes con accesorios, ropa y otros artículos estéticos comprados con la moneda del juego. Hay hasta 32 personajes para elegir, incluidos siete nuevos luchadores. La versión de inicio incluye un modo conocido como Devil Within, una variante de Tekken Force presentada en el Tekken 3. A diferencia de Tekken 5.1, que simplemente trató de equilibrar el juego, la actualización Dark Resurrection agrega una gran cantidad de contenido nuevo, especialmente en su versión de inicio para PSP.
Tekken 5 fue un éxito crítico y comercial, vendiendo más de seis millones de copias. Una secuela, Tekken 6, fue lanzada en el año 2007.

## Sistema de juego
Tekken 5 incorpora un sistema de lucha más rápido y fluido, gráficos mejorados, personajes que regresan y algunos escenarios de pelea infinitos de la marca registrada de la serie Tekken. Lo nuevo en Tekken 5 es el sistema de compresión que afecta la vulnerabilidad de un personaje mientras atacan. Por ejemplo, un movimiento con propiedades de salto, como un ataque aéreo, será completamente invulnerable durante la mayor parte de su tiempo de animación a todos los ataques bajos de un oponente.
También conserva su concepto de choque de pared del Tekken 4, pero este elemento es menos fácil de abusar y más fácil de defender. La versión para el hogar es una especie de edición para coleccionistas, ya que incluye las versiones arcade de Tekken, Tekken 2, Tekken 3 y Starblade (como un minijuego de inicio). Tekken 5 también permitió a los jugadores personalizar su luchador por primera vez, lo que les permite cambiar los colores de sus trajes, comprar trajes adicionales (sólo disponible para unos pocos caracteres), y dotarlos de elementos utilizando dinero obtenido de tocar la historia, supervivencia, time attack, los modos de Devil Within y Arcade Battle.
Tekken 5 incluye un minijuego de palizas en linaje directo a los modos Tekken Force en Tekken 3 y Tekken 4 llamado Devil Within. Este minijuego sigue las aventuras de Jin Kazama mientras busca en la Corporación G en busca de información sobre su madre desaparecida.y otras respuestas Al estar algo orientado a la historia, el jugador no tiene permitido usar su propia elección de personajes como las iteraciones anteriores. El juego también usa un sistema de botones limitado, que incorpora un botón de Bloquear y Saltar, así como el tamaño de los botones de ataque a simples botones golpe y patada (aunque algunos de los movimientos especiales de lucha de Jin todavía se pueden realizar como su patada demoníaca). Además de luchar contra varios modelos de Jack-4 en el minijuego, el jugador debe buscar misiones clave menores para continuar. Este modo es una de las dos formas de desbloquear la versión jugable de Jin, Devil Jin.

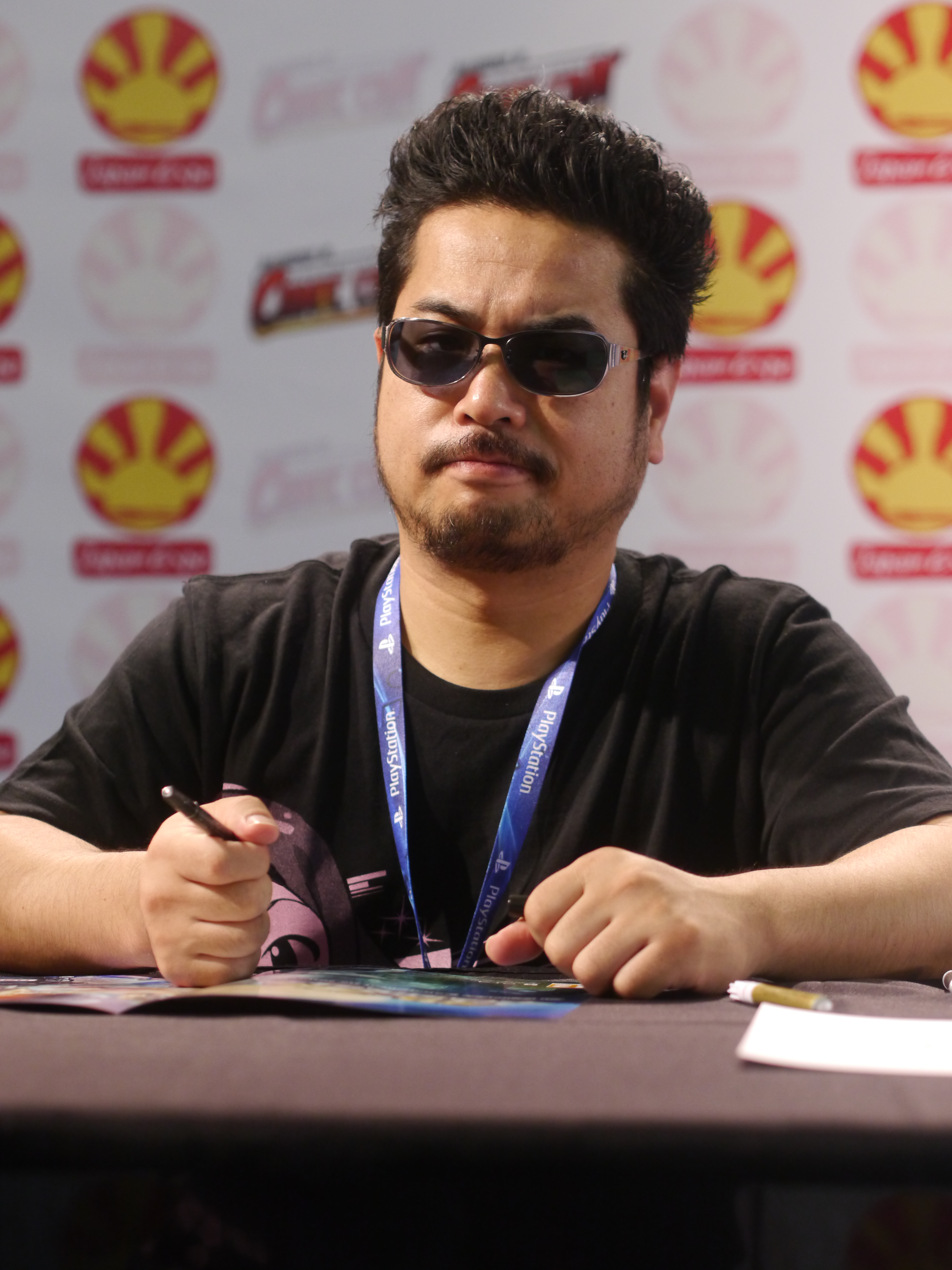
Katsuhiro Harada, Director de Tekken 5 en la Japan Expo (2013).

Las secciones de pisos elevados y bajos presentados en los niveles de Tekken 4 se eliminaron para la quinta entrega. Este cambio hizo que el juego a lo largo de cada etapa sea generalmente similar, aparte de las colocaciones en la pared. Además de eliminar la naturaleza desigual de las etapas de estilo Tekken 4, el equipo de diseño regresó al estilo de las etapas de los juegos anteriores al tener algunas etapas sin barreras al permitirles un desplazamiento infinito. Para las etapas amuralladas, las peleas tienen lugar en cajas bastante simétricas sin paredes irregulares (una vez más, eliminando una característica introducida en Tekken 4). Los pisos también podrían resquebrajarse después de que uno de los personajes lo golpeara lo suficientemente fuerte. Sin embargo, solo se puede descifrar una parte de una etapa a la vez.
Otros cambios más con respecto al diseño de Tekken 4 incluyen la eliminación de las técnicas de cambio de posición (tiros llegó a ser controlado una vez más por combinaciones de LP + LK o RP + RK en lugar de la designación de LP + LK como manoeuvrer interruptor de posición, sólo Steve Fox se le dio una posición ataque al cambio), trayendo de vuelta el combate aéreo tradicional (Tekken 4 retira hacia atrás y saltos verticales en favor de un modelo de combate en 3D más fluido) y el uso de un sistema de malabares más afín a Tekken 3 en comparación con el juego menos malabares ambiente del cuarto juego. Los aviones de combate también se vieron obligados a permanecer estacionario antes del inicio redondo (Tekken 4 permitió a los combatientes se muevan libremente antes de la apertura de una ronda, encajando con la más juego basado en la posición de ese juego).
El cambio más importante es el modo Devil Within. Esta es la cuarta entrega de la serie Tekken Force (las dos primeras entregas se pueden encontrar en Tekken 3 y Tekken 4, respectivamente. La tercera entrega se lanzó como el juego de spin off  de Tekken Death by Degrees). Similar a Death by Degrees, Devil Within se centra únicamente en un personaje jugable, Jin Kazama. Este es un juego de plataforma tradicional en el que los jugadores deben guiar a Jin a través de una serie de niveles de estilo laberíntico y ejércitos enemigos enteros. Este modo presenta jefes , como True Ogre (de Tekken 3), que no se puede reproducir en Tekken 5.
La pantalla de carga de apertura presenta algunos segundos de un videojuego basado en un volante espacial de Namco 3-D Starblade. Al igual que con Galaga en la versión PlayStation del Tekken original, los jugadores pueden controlar la nave espacial en la demostración. El juego también se puede desbloquear para jugar en modo arcade history. Además, los jugadores también pueden jugar las versiones de Arcade de los primeros tres juegos de Tekken. Cada juego viene con una opción para usar solo los personajes predeterminados, o también para usar los jefes y subjefes; solo los personajes de la consola no aparecen.

## Argumento
Tras el final del Tekken 4, Jin Kazama se marchó del templo de Hon-Maru dejando a Kazuya, su padre, y Heihachi, su abuelo, inconscientes. Cuando ambos despertaron, una horda de Jack-4 enviados por la Corporación G atacó el templo, con el objetivo de eliminar a Kazuya; los dos luchan contra ellos pero Kazuya traiciona a Heihachi y escapa. Hon-Maru es destruido con Heihachi en su interior y se asume que ha muerto.
Jinpachi Mishima, padre de Heihachi, fundador original de la Mishima Zaibatsu y que fue encerrado por su hijo en Hon-Maru, asume el control de esta organización y convoca al quinto Torneo del Rey del Puño de Hierro.

### Final
Kazuya descubre, a través de Raven, que la Corporación G le ha traicionado. Heihachi sobrevivió, pero no logra reclamar la Mishima Zaibatsu ni participar en el Torneo del Rey del Puño de Hierro. Jin derrota a Jinpachi en la final del torneo y toma control de la Mishima Zaibatsu.

## Personajes
Tekken 5 tiene treinta y dos personajes seleccionables. Regresan todos los personajes de Tekken 4, excepto Combot y Miharu Hirano, así como personajes cuya última aparición fue en Tekken Tag Tournament, como Bruce Irvin, Wang Jinrei y Ganryu.
Entre los personajes nuevos se encuentran Asuka Kazama, una apasionada luchadora con una conexión con Jin Kazama; Feng Wei, un arrogante luchador de Kenpō que busca los secretos del Puño Divino; Raven, un misterioso ninja cuya identidad e intenciones son un absoluto misterio; y Jinpachi Mishima, fundador original de la Mishima Zaibatsu y antagonista de esta entrega. También se incluye a Devil Jin, Roger Jr. y Jack-5.
Por primera vez en la serie, todos los personajes hablan en sus idiomas nativos, mientras que en Tekken 4 los personajes hablan en inglés o en japonés, por ejemplo, Hwoarang y Baek Doo San hablan en coreano mientras que Wang Jinrei y Feng Wei hablan en chino mandarín.

### Personajes que regresan
| - Anna Williams - Baek Doo San - Bruce Irvin - Bryan Fury - Christie Monteiro - Craig Marduk - Eddy Gordo (traje alternativo de Christie Monteiro) - Ganryu - Heihachi Mishima | - Hwoarang - Jin Kazama - Julia Chang - Kazuya Mishima - King II - Kuma II - Lee Chaolan - Lei Wulong - Ling Xiaoyu | - Marshall Law - Mokujin - Nina Williams - Panda (traje alternativo de Kuma II) - Paul Phoenix - Steve Fox - Wang Jinrei - Yoshimitsu |

### Personajes nuevos
| - Asuka Kazama - Devil Jin - Feng Wei | - Jack-5 - Jinpachi Mishima | - Raven - Roger Jr. |

## Recepción
Tekken 5 tuvo una respuesta de la crítica principalmente positiva, lo que resultó en un puntaje de 89.20% en GameRankings y un puntaje de 88 en Metacritic. El elogio de la crítica se combinó con el éxito comercial, para julio de 2009 había vendido 6 millones de copias.
Tekken 5 fue clasificado por Complex como el sexto mejor juego de la PlayStation 2. En el año 2015, WatchMojo clasificó a Tekken 5 como el séptimo mejor juego de arcade moderno «como uno de los mejores títulos de la serie, esta entrega se convirtió en el estándar para todos los lanzamientos de Tekken en el futuro». Un miembro SNK dijo que Tekken 5 era uno de sus juegos favoritos de 2005 aunque no se consideraba un experto en él.